# Леон Бота
Леон Бота (енгл. Leon Botha; Кејптаун, 4. јун 1985 — Кејптаун, 5. јун 2011) био је јужноафрички сликар и ди-џеј. Он је један од најстаријих људи који су боловали од прогерије.

## Биографија
Бота је рођен у Кејптауну у Јужној Африци. Тамо је живео до своје смрти. Њему је дијагнозирана прогерија у старости од 4 године. Изван средњошколских курсева, имао је обуку о уметности, али је постао само сликар након дипломирања. Године 2005. је имао операцију срца која је Специа срчани удар који је могао настати због прогерије. Операција је успешно прошла. У јануару 2007. године, Бота је имао своју прву соло изложбу под називом Течни мач, ја сам ХипХоп. Његова друга самостална изложба отворена је у марту 2009. године. У тој изложби су била изложена дела која приказују уметников живот. У новембру 2010. године, Бота је претрпео мождани удар. Бота је умро од компликација насталих због прогерије, један дан након свог 26. рођендана.